# Lamborghini Calà
Lamborghini Calà (также известный как Italdesign Calà) — концепт-кар, созданный в единственном экземпляре компанией Italdesign Giugiaro для Lamborghini. Calà дебютировала на Женевском автосалоне 1995 года. Прототип был готов к серийному производству, но так и не был запущен. Название произошло из пьемонтского диалекта и означает «смотри туда!»

## История

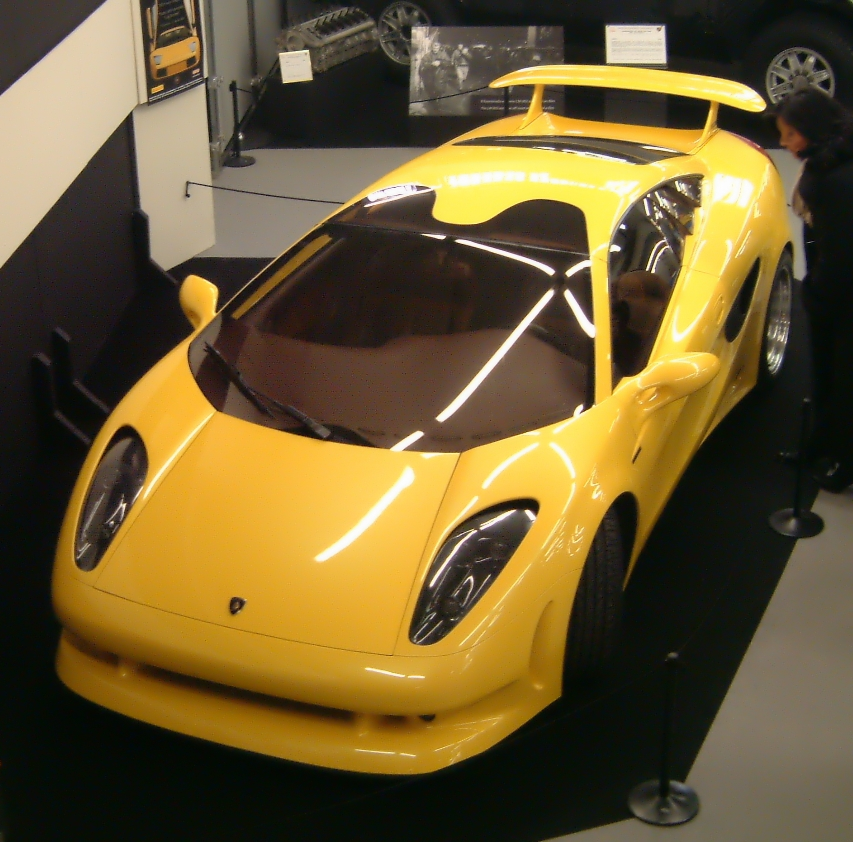
Lamborghini Calà сверху

По замыслу Italdesign, Calà должна была стать заменой модели Jalpa, производство которой было прекращено в 1988 году по просьбе владельца компании Chrysler. В 1994 году, когда дизайн Calà обрёл форму, Chrysler продал Lamborghini компании Megatech. В 1995 году Calà дебютировала на Женевском автосалоне. В 1997 году автомобиль появился в видеоиграх Need for Speed II и Need For Speed II SE. В 1988 году компания Megatech продала Lamborghini концерну Volkswagen, после чего дальнейшая разработка Lamborghini Calà была остановлена из-за финансовых ограничений. В 2003 году Audi начала разработку автомобиля с нуля, итогом чего стал Lamborghini Gallardo. В 2013 году Calà участвовала в автопробеге в честь 50-летия компании Lamborghini. В настоящее время единственный экземпляр Calà по-прежнему находится в рабочем состоянии в музее компании Italdesign. Вместе с тем, на информационной табличке около автомобиля указано, что всего было произведено 4 единицы, однако никакой информации об остальных экземплярах не указывается.

## Технические характеристики
Calà была оснащена расположенным посередине десятицилиндровым двигателем с четырьмя клапанами на цилиндр, объёмом 4,0 л (3961 см³) и мощностью 395 л. с. при 7200 об./мин., совмещённым с шестиступенчатой механической коробкой передач. Эта силовая установка приводила в движение задние колёса и разгоняла Calà до 100 километров в час менее, чем за 5 секунд, а максимальная скорость оценивалась в 291 километр в час. Шасси было разработано Lamborghini с использованием монокока из алюминия, который обеспечивает жёсткость конструкции при небольшом весе. Полностью карбоновые детали кузова были закреплены прямо на монококе.

## Дизайн

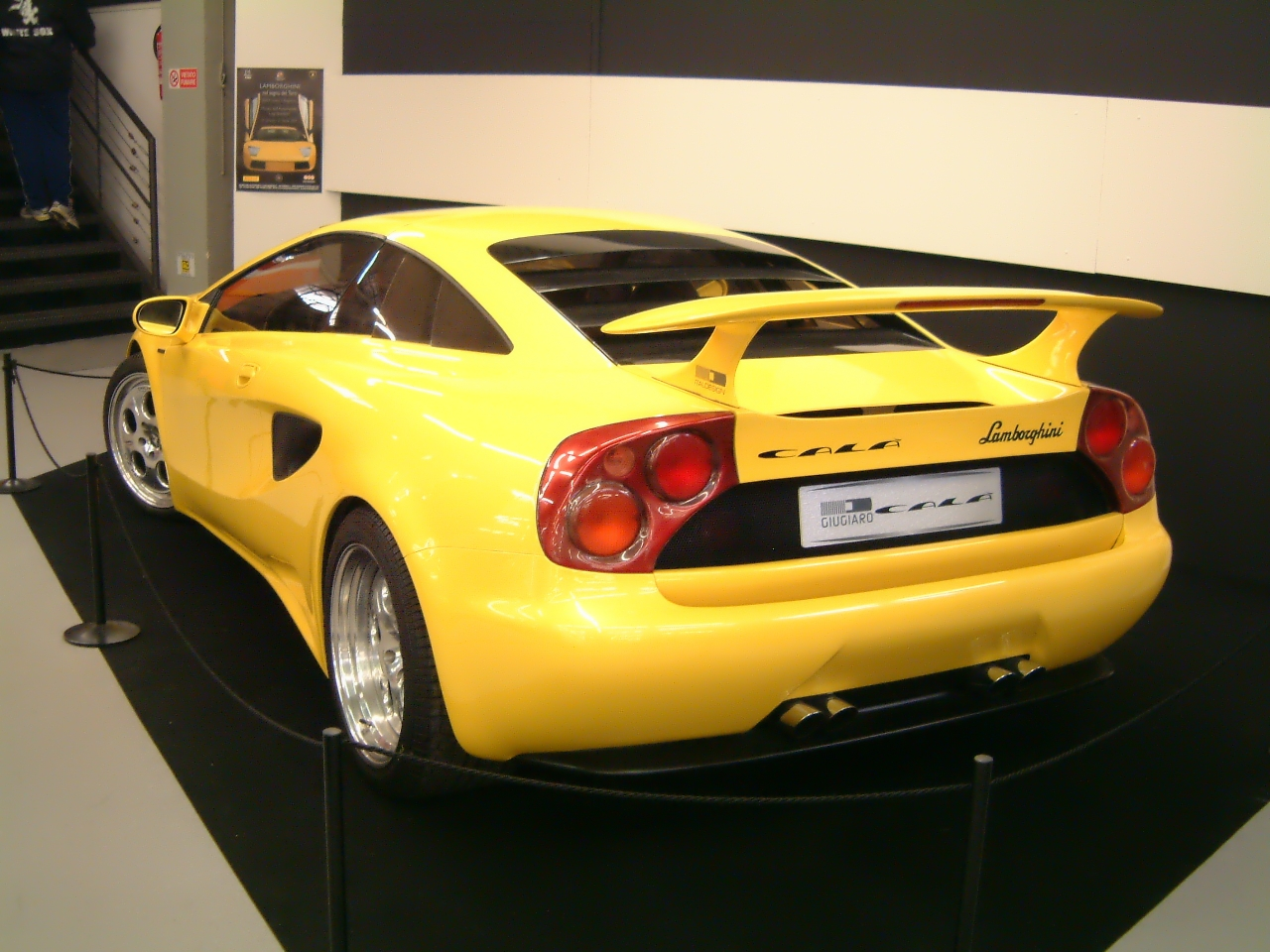
Lamborghini Calà сзади

Дизайном Calà занимался Джорджетто Джуджаро. Он хотел создать экстерьер, который бы выглядел более органичным, по сравнению с прошлыми моделями Lamborghini. Детали кузова были изготовлены из углеродного волокна, а его сборка была ручной.
Спереди автомобиля расположены округлые вытянутые фары, которые плавно переходят в воздухозаборники. Их округлая треугольная форма повторяет изгиб переднего багажника, переходящего в широкое лобовое стекло. Последнее немного вытянуто над сиденьями для обеспечения притока дополнительного света в салоне. Два дополнительных воздухозаборника находятся на задних арках и являются съёмными. 18-дюймовые диски, сделанные из полированного магния, полностью заполняют круглые колесные арки. Узор на дисках представляет собой круглые отверстия между пятью впалыми линиями. В задней части Calà находятся четыре выхлопные трубы и большие тёмно-красные задние фонари, которые продолжают форму задних крыльев. Элементы капота, спойлер, полоса между задними фонарями и нижняя часть бампера были покрашены в чёрный цвет для контрастности с ярко-жёлтым цветом кузова.
Крыша типа тарга является съёмной и может храниться за сиденьями. В салоне преобладает кожа и замша в бордовых тонах. Центральную консоль, которая наклонена к водителю, оконтуривает изогнутая линия. Приборы окрашены в белый цвет, при этом рычаг переключения передач хромированный. В салоне нет бардачка, потому что на его месте расположена подушка безопасности. Имеется задний ряд сидений (которые были изготовлены компанией Recaro), который подходит либо для двух детей, либо для сумок.